# Лироэпика
Лироэ́пика (встречается также написание лиро-эпика, прилагательное: лиро-эпический) — один из четырёх родов литературы в традиционной классификации, находящийся на пересечении лирики и эпоса. В лиро-эпических произведениях художественный мир читатель наблюдает и оценивает со стороны как сюжетное повествование, представленное в стихотворной форме, но одновременно события и персонажи получают определённую эмоциональную (лирическую) оценку повествователя. Таким образом, лироэпике одинаково присущи и лирические, и эпические принципы отображения действительности.
В «Поэтическом словаре» А. П. Квятковского лироэпика рассматривается как вид поэзии, в котором «лирическое начало соединено с эпическим» (употребляется термин лироэпическая поэзия).
Лиро-эпическими обычно считаются следующие жанры:
- Баллада
- Басня
- Поэма
- Роман в стихах